# Мерцедес-Бенц Ситаро
Mercedes-Benz Citaro (или O530) е автобус, предназначен за обществен транспорт, въведен през 1997 г. и заменя серията Mercedes-Benz O405/O405N.
Моделът се произвежда в Манхайм (Германия), Лини ан Бароа (Франция) и Самано (Испания). Разполага с нисък под за лесен достъп.

## Характеристики
- Дължина: 10,503 m;
- Широчина: 2,55 m;
- Височина: 3,10 m;
- Брой врати: 2 или 3 врати;
- Капацитет: около 85 пътници с 29 места (в зависимост от интериора).

## Mercedes-Benz Citaro първо поколение
Производството на автобуса започва през 1997 година. При реализацията на модела е имало трудности. През 2005 година на пазара излиза нископодов модел. През лятото на 2006 година моделът е претърпял изменения в дизайна (външният облик на автобуса). Също така е било поставено независимо окачване с цел повишаване комфорта на пътниците. Въведени са по-икономични и по-екологични двигатели с екостандарти Euro 4 и Euro 5.

## Mercedes-Benz Citaro второ поколение
Второто поколение на Mercedes-Benz Citaro е представено през месец май 2011 година. За разлика от първото поколение, във второто са направени следните подобрения: по-широки седалки и бордови компютър.
През 2012 г. е представен моделът Mercedes-Benz Citaro C2. Той разполага с дизелов двигател със стандарт Euro 6. Автобусът разполага и с електронна стабилизираща програма (ESP).

## Модификации
Автобуса има следните модификации:

### Градски
- Mercedes-Benz Citaro О530 – 12 метров автобус с хоризонтален или вертикален дизелов двигател с две или три врати;
- Mercedes-Benz Citaro О530 CNG – 12 метров автобус с двигател на природен газ;
- Mercedes-Benz Citaro О530 G – 18 метров автобус с хоризонтален или вертикален дизелов двигател с три или четири врати;
- Mercedes-Benz Citaro О530 Хибрид – 12 метров автобус с хибриден двигател;
- Mercedes-Benz Citaro О530 G Хибрид – 18 метров автобус с хибриден двигател;
- Mercedes-Benz Citaro О530 G CNG – 18 метров автобус с двигател на природен газ;
- Mercedes-Benz Citaro О530 GL – 19,5 метров автобус с три или четири врати;
- Mercedes-Benz Citaro О530 K – 10,5 метров автобус с хоризонтален или вертикален дизелов двигател с две или три врати;
- Mercedes-Benz Citaro О530 L – 15 метров автобус с хоризонтален или вертикален дизелов двигател с две или три врати;
- Mercedes-Benz Citaro О530 LE – 12 метров автобус с хоризонтален или вертикален дизелов двигател с две или три врати с нисък под;

#### Междуградски
- Mercedes-Benz Citaro О530 GU – 18 метров автобус с три врати;
- Mercedes-Benz Citaro О530 LE MU – 13 метров нископодов автобус с две врати (първата врата е еднокрилна);
- Mercedes-Benz Citaro О530 LU – 12 метров нископодов автобус с две врати (първата врата е еднокрилна);
- Mercedes-Benz Citaro О530 LU – 15 метров нископодов автобус с две врати (първата врата е еднокрилна);
- Mercedes-Benz Citaro О530 MU – 13 метров нископодов автобус с две врати (първата врата е еднокрилна);
- Mercedes-Benz Citaro О530 U – 12 метров нископодов автобус с две врати (първата врата е еднокрилна);

## Галерия
- Mercedes-Benz Citaro 2011
- Mercedes-Benz Citaro C2
- Mercedes-Benz Citaro U
- Mercedes-Benz Citaro тролей
- Mercedes-Benz Citaro G
- Mercedes-Benz Citaro G в Солун
- Mercedes-Benz Citaro в Прага
- Mercedes-Benz Citaro салон
- Mercedes-Benz Citaro двигател
- Mercedes-Benz Citaro L
- Mercedes-Benz CapaCity
- Mercedes-Benz K
- Mercedes-Benz Citaro LE
- Mercedes-Benz G салон